# Valerie Huber
Valerie Florine Huber (* 4. Jänner 1996 in Wien) ist eine österreichische Schauspielerin.

## Leben

### Ausbildung
Valerie Florine Huber wurde in Wien geboren, die ersten sieben Jahre verbrachte sie in Uganda und der Elfenbeinküste. Ihr Vater arbeitete in der Entwicklungszusammenarbeit. Nach ihrer Rückkehr nach Österreich nahm sie an Kursen für Improvisationstheater teil, 2007/08 spielte sie in der Fernsehserie Tom Turbo die Rolle der Valerie. Im Alter von zwölf Jahren übersiedelte sie mit ihrer Familie nach Washington, D.C., wo sie die Deutsche Schule besuchte. Nach vier Jahren in den Vereinigten Staaten besuchte sie in Österreich ein zweisprachiges Gymnasium. 2014 begann sie an der Schauspielschule Krauss eine Schauspielausbildung, die sie 2017 abschloss.

### Schauspiel
Am Wiener Volkstheater spielte sie 2015 unter der Regie von Michael Schottenberg in Ein Sommernachtstraum die Rolle der Motte. 2017 stand sie für Dreharbeiten zur Fernsehserie Trakehnerblut vor der Kamera, in der sie die Rolle der Helena Bodin verkörperte. Ebenfalls 2017 drehte sie für den Film Die letzte Party deines Lebens von Dominik Hartl, außerdem für den Fernsehfilm Sag, es tut dir leid der ZDF-Fernsehreihe Neben der Spur, den Kinofilm Klassentreffen 1.0 von Til Schweiger sowie die Folge Malediven der ZDF-Fernsehreihe Das Traumschiff. Im Sommer 2018 stand sie für Dreharbeiten zum Kinofilm Immenhof – Das Abenteuer eines Sommers sowie für das US-Remake von Honig im Kopf vor der Kamera.
In der Fernsehserie Whiskey Cavalier (2019) des US-amerikanischen Fernsehsenders ABC spielte sie Gigi, die Verlobte von FBI Special Agent Will Chase, dargestellt von Scott Foley. In der RTL-Serie Nachtschwestern (2019) mit Mimi Fiedler und Ines Quermann verkörpert sie die Schwesternschülerin Kiki Schmitz. Im Sommer 2019 drehte sie für das ZDF die Herzkino-Komödie Ein Sommer auf Mykonos aus der Reihe Ein Sommer in …. Sie spielt darin die Hundetrainerin Jana, die mit ihrer Mutter Susanne, dargestellt von Ann-Kathrin Kramer, einen Mutter-Tochter-Urlaub auf Mykonos verbringen möchte. In der Rosamunde-Pilcher-Verfilmung Meine Cousine, die Liebe und ich (2019) verkörperte sie an der Seite von Max Befort als Kritiker Aaron die Romanautorin Holly Shaw.
In der Netflix-Serie Kitz mit Sofie Eifertinger spielte sie die Rolle des Instagram-Models Vanessa. Ab September 2022 drehte sie unter der Regie von Andreas Schmied die Crime-Comedy Pulled Pork mit Otto Jaus, Paul Pizzera und Elisabeth Kanettis. Im April 2023 war sie im Fernseh-Vierteiler Ein Schritt zum Abgrund mit Petra Schmidt-Schaller und Florian Stetter als Laura Andresen im Ersten zu sehen.

### Sonstiges
2014 wurde sie Miss Earth Austria und nahm am Miss-Earth-Weltfinale auf den Philippinen teil.
Im 2021 veröffentlichten Kinofilm Klammer – Chasing the Line von Andreas Schmied über den Abfahrtsläufer Franz Klammer übernahm sie die Rolle von dessen damaliger Freundin und späterer Ehefrau Eva. Im Zuge der Premiere des Filmes präsentierten sich Valerie Huber und der Musiker und Kabarettist Paul Pizzera als Paar. Huber wirkte zuvor in dem im Mai 2021 veröffentlichten Video zu frmdghn von Pizzera & Jaus mit. Anfang Jänner 2022 verlobte sie sich mit Paul Pizzera in Kenia. Im August 2023 wurde ihre Trennung bekannt.
Von Forbes wurde sie 2022 in die Liste der 30 unter 30 aus Österreich aufgenommen.
Mit otherside veröffentlichte sie im Juni 2023 unter dem Namen Valeh ihre erste Single. Im Februar 2024 folgte die Single Hell.
Ebenfalls 2023 wurde sie Ehrenbeauftragte von UNICEF Österreich. 2025 veröffentlichte sie das Buch FOMO Sapiens bestehend aus 34 Essays und startete sie mit der Kleinen Zeitung den Podcast Wir, FOMO Sapiens.

## Filmografie (Auswahl)
- 2007–2008: Tom Turbo (Fernsehserie, neun Episoden)
- 2014: Bróðir
- 2015: Universum History – Stadt der Gladiatoren – Carnuntum
- 2017: Die Bergretter – Am Abgrund (Fernsehserie)
- 2017: Trakehnerblut – Helena (Fernsehserie)
- 2017: Stadtkomödie – Herrgott für Anfänger (Fernsehreihe)
- 2018: Die letzte Party deines Lebens (Kinofilm)
- 2018: Neben der Spur – Sag, es tut dir leid (Fernsehserie)
- 2018: Das Traumschiff – Malediven (Fernsehreihe)
- 2018: Klassentreffen 1.0 (Kinofilm)
- 2018: Head Full of Honey (Kinofilm)
- 2019: Immenhof – Das Abenteuer eines Sommers (Kinofilm)
- 2019: Whiskey Cavalier – Pilot (Fernsehserie)
- 2019: SOKO Köln – Blackout (Fernsehserie)
- 2019–2020: Nachtschwestern (Fernsehserie, 20 Episoden)
- 2019: Rosamunde Pilcher: Meine Cousine, die Liebe und ich (Fernsehreihe)
- 2020: Ein Sommer auf Mykonos (Fernsehfilm)
- 2020: Käthe und ich: Zurück ins Leben (Fernsehreihe)
- 2021: Am Anschlag – Die Macht der Kränkung (Fernsehserie)
- 2021: Klammer – Chasing the Line (Kinofilm)
- 2021: Kitz (Fernsehserie, sechs Episoden)
- 2022: The Darker the Lake
- 2022: Immenhof – Das große Versprechen (Kinofilm)
- 2022: Das Netz – Prometheus (Fernsehserie)
- 2022: Friedliche Weihnachten (Amazon-Prime-Serie, sechs Episoden)
- 2023: Ein Schritt zum Abgrund
- 2023: Pulled Pork
- 2023: Die Comedy-Märchenstunde – König Drosselbart
- 2024: SOKO Leipzig – Unter die Haut (Fernsehserie)

## Publikationen
- FOMO Sapiens – Verpassen wir die heile Welt? 34 Fragen, die mich nachts wachhalten, Goldegg Verlag, Wien 2025, ISBN 978-3-99060-473-1.[33][34]

## Auszeichnungen und Nominierungen
Romyverleihung 2022
- Nominierung in der Kategorie beliebteste Schauspielerin Serie/Reihe für Kitz[35]

Forbes-Liste 2022
- 30 unter 30 (Österreich)[25]